# Khang
I khang sono un gruppo etnico che fa parte dei popoli khmuici stanziato in Vietnam, la cui popolazione era stimata in 3.921 individui nel censimento del 1985.
Sono presenti essenzialmente nelle province di Son La e Lai Chau, nel nord del Vietnam. I nomi alternativi per i khang sono: khaang, tayhay, tay hay, xa, xá khao, xa xua, xa don, xa dang, xa hoc, xa ai, xa bung, quang lam, hang, bren, ksakautenh, putenh, puteng, teng, theng. L'etnia khang del Vietnam è strettamente correlata ai xinh mun e ai phong del Laos.

## Lingua
Parlano il khang, che fa parte della famiglia linguistica mon khmer. Nei diversi villaggi si parlano simili dialetti, tra cui i principali sono il kháng clau e il kháng ai (xa khao, xa cau, sakau).